# (114) Casandra
(114) Casandra es un asteroide que forma parte del cinturón de asteroides y fue descubierto por Christian Heinrich Friedrich Peters el 23 de julio de 1871 desde el observatorio Litchfield de Clinton, Estados Unidos.
Llamado así por Casandra, un personaje de la mitología griega.

## Características orbitales
Casandra orbita a una distancia media de 2,677 ua del Sol, pudiendo alejarse hasta 3,04 ua. Tiene una inclinación orbital de 4,936° y una excentricidad de 0,1355. Emplea 1600 días en completar una órbita alrededor del Sol.